# Nijgh & Van Ditmar
Nijgh & Van Ditmar is een Nederlandse uitgeverij die ontstond in 1864 toen uitgever Hendrik Nijgh, die zijn bedrijf op 1 januari 1837 had gesticht, een samenwerking aanging met Willem Nicolaas Josua van Ditmar. De eerste jaren verschenen hun uitgaven onder Nijgh, waarna de naam in 1870 officieel Nijgh & Van Ditmar werd. Het bedrijf werd in 1908 een naamloze vennootschap.

## Historie
Als een van zijn vele activiteiten was Hendrik Nijgh in 1843 begonnen met het uitgeven van het Rotterdamsch staats-, handels-, nieuws- en advertentieblad, waarvan hij de titel in 1844 veranderde in Nieuwe Rotterdamsche Courant.  
Nijgh & Van Ditmar was oorspronkelijk gevestigd in Rotterdam, maar het gebouw daar werd op 14 mei 1940 platgebombardeerd. Directeur Doeke Zijlstra werd op diezelfde dag door een scherpschutter doodgeschoten. Onder leiding van de overgebleven directeur J.Th. Piek maakte de uitgeverij een doorstart vanuit vestigingen in Den Haag en Voorburg. 
Nijgh & Van Ditmar ging begin jaren tachtig samenwerken met de eveneens Haagse uitgeverij Leopold, 
waarna ze in 1985 samen in handen kwamen van de Weekbladpers Groep (tegenwoordig WPG Uitgevers). 
Twee jaar later verhuisden de uitgeverijen naar Amsterdam.
In 1997 splitste Leopold zich als jeugdboekenuitgeverij weer van Nijgh & Van Ditmar af. Dat voegde zich daarop organisatorisch bij Querido, maar bleef redactioneel onafhankelijk.
Medio 2014 werd Nijgh & Van Ditmar eigendom van Singel Uitgeverijen, in plaats van WPG Uitgevers.

## Auteurs
Nijgh & Van Ditmar gaf onder meer de auteurs Louis Couperus, Albert Helman, Erik Jan Harmens, J.J. Slauerhoff, Simon Vestdijk, Kees van Beijnum, Ferdinand Bordewijk, Roddy Doyle, Rob van Erkelens, Herman Franke, Ronald Giphart, Arnon Grunberg, Ernest van der Kwast, Paul Mennes, Nescio, Lieke Noorman, Ramon Stoppelenburg, Bart Chabot en Annejet van der Zijl uit.